# Klarobelia lucida
Klarobelia lucida là loài thực vật có hoa thuộc họ Na. Loài này được (Diels) Chatrou mô tả khoa học đầu tiên năm 1998.